# 황멍잉
황멍잉(중국어 간체자: 黄梦莹, 정체자: 黃夢瑩, 병음: Huáng Mèngyíng, 1990년 12월 6일 ~ )은 중국의 배우이다.

## 출연작

### 드라마
- 2013년 장쑤 위성 텔레비전 행복극장 《성하만청천》 - 징위안 역
- 2017년 저장 위성 텔레비전 중국람극장 《삼생삼세 십리도화》 - 소금선자 역
- 2017년 중국중앙텔레비전 황금강당극장 《어저귀래》 - 샤칭칭 역
- 2017년 안후이 위성 텔레비전 해돈제일극장 《야시인생》 - 오샤오민 역
- 2017년 후난위성텔레비전 청춘진행중 《초교전》 - 방금 역
- 2017년 동방 위성 텔레비전 동방극장 《취영롱》 - 타하 역
- 2019년 후난위성텔레비전 금응독파극장 《역류이상적니》 - 가오미 역
- 2019년 동방 위성 텔레비전 동방극장 《진아문화년경》 - 지쉬에리 역
- 2019년 아이치이 웹드라마 《작적임계천하》 - 신음 역
- 2020년 아이치이 웹드라마 《중계지극해청뢰》 - 초초 역
- 2022년 텐센트 웹드라마 《통천탑》 - 지앙이란 역
- 2022년 텐센트 웹드라마 《비호외전》 - 남란 역
- 2022년 아이치이 웹드라마 《제축무염지파경중원》 - 종리무염 역